# Audiencia de seguridad de Oppenheimer
La audiencia de seguridad de Oppenheimer fue un procedimiento de 1954 de la Comisión de Energía Atómica de los Estados Unidos (AEC) que exploró los antecedentes, las acciones y las asociaciones de Robert Oppenheimer, el científico estadounidense que dirigió el Laboratorio Nacional de Los Álamos durante la Segunda Guerra Mundial, donde desempeñó un papel clave en el Proyecto Manhattan que desarrolló la bomba atómica. La audiencia resultó en la revocación de la autorización Q de Oppenheimer. Esto marcó el final de su relación formal con el gobierno de los Estados Unidos y generó una considerable controversia sobre si el trato a Oppenheimer fue justo o si fue una expresión de macartismo anticomunista.
Las dudas sobre la lealtad de Oppenheimer se remontaban a la década de 1930, cuando era miembro de numerosas organizaciones de ideología comunista y estaba vinculado con miembros del Partido Comunista de los Estados Unidos, incluidos su esposa y su hermano. Estas asociaciones eran conocidas por la Contrainteligencia del Ejército en el momento en que fue nombrado director del Laboratorio de Los Álamos en 1942 y presidente del influyente Comité Asesor General de la AEC en 1947. En esta capacidad, Oppenheimer se vio envuelto en un conflicto burocrático entre el Ejército y la Fuerza Aérea sobre los tipos de armas nucleares que requería el país, un conflicto técnico entre los científicos sobre la viabilidad de la bomba de hidrógeno y un conflicto personal con el comisionado de la AEC, Lewis Strauss. 
El procedimiento se inició después de que Oppenheimer se negara a renunciar voluntariamente a su autorización de seguridad mientras trabajaba como consultor de armas atómicas para el gobierno, en virtud de un contrato que expiraba a fines de junio de 1954. Varios de sus colegas testificaron en las audiencias. Como resultado de la decisión de dos a uno de los tres jueces de la audiencia, fue despojado de su autorización de seguridad un día antes de que expirara su contrato de consultor. El panel descubrió que era leal y discreto con los secretos atómicos, pero no recomendó que se restableciera su autorización de seguridad.
La pérdida de su autorización de seguridad puso fin al papel de Oppenheimer en el gobierno y la política. Se convirtió en un exiliado académico, aislado de su carrera anterior y del mundo que había ayudado a crear. La reputación de quienes habían testificado contra Oppenheimer también se vio empañada, y la reputación de Oppenheimer fue posteriormente rehabilitada en parte por los presidentes John F. Kennedy y Lyndon B. Johnson. El breve período en que los científicos eran vistos como un "sacerdocio de política pública" terminó y, a partir de entonces, servirían al estado solo para ofrecer opiniones científicas limitadas. Los científicos que trabajaban en el gobierno sabían que ya no se toleraba la disidencia.
El 16 de diciembre de 2022, la secretaria de Energía de los Estados Unidos, Jennifer Granholm, anuló la decisión de 1954, diciendo que había sido el resultado de un "proceso defectuoso" y afirmando que Oppenheimer había sido leal.

## Trasfondo

### Robert Oppenheimer
Antes de la Segunda Guerra Mundial, J. Robert Oppenheimer había sido profesor de física en la Universidad de California, Berkeley. Vástago de una familia adinerada de Nueva York, se graduó en la Universidad de Harvard y había estudiado en Europa en la Universidad de Cambridge en Inglaterra, la Universidad de Göttingen en Alemania (donde obtuvo su doctorado en física bajo la supervisión de Max Born a la edad de 23 años) y la Universidad de Leiden en los Países Bajos. Como uno de los pocos físicos estadounidenses con un conocimiento profundo del nuevo campo de la mecánica cuántica, fue contratado por la Universidad de California en 1929.
Como físico teórico, Oppenheimer tuvo logros considerables. En un artículo de 1930 sobre la ecuación de Dirac, había predicho la existencia del positrón. Un artículo de 1938 coescrito con Robert Serber exploró las propiedades de las enanas blancas. A esto le siguió uno coescrito con uno de sus alumnos, George Volkoff, en el que demostraron que había un límite, el llamado límite de Tolman-Oppenheimer-Volkoff, para la masa de las estrellas más allá del cual no permanecerían estables como estrellas de neutrones y sufrirían un colapso gravitacional. En 1939, junto a otro de sus alumnos, Hartland Snyder, fue más allá y predijo la existencia de lo que hoy conocemos como agujeros negros. Pasarían décadas antes de que se apreciara la importancia de esto.Aun así, Oppenheimer no era muy conocido antes de la guerra, y ciertamente no tan renombrado como su amigo y colega Ernest O. Lawrence, quien recibió el Premio Nobel de Física en 1939 por su invención del ciclotrón. Pero como físico experimental, Lawrence había llegado a depender de Oppenheimer, y fue Lawrence quien llevó a Oppenheimer al esfuerzo de desarrollar una bomba atómica, que se conoció como el Proyecto Manhattan. El general de brigada Leslie R. Groves, Jr., quien se convirtió en director del Proyecto Manhattan el 8 de septiembre de 1942, se reunió con Oppenheimer en Berkeley, donde Oppenheimer informó a Groves sobre el trabajo realizado hasta el momento en la bomba "Super" (termonuclear). Oppenheimer le dijo a Groves el 8 de octubre que el Proyecto Manhattan necesitaba un laboratorio de desarrollo de armas dedicado. Groves estuvo de acuerdo, y después de una segunda reunión con Oppenheimer en un tren el 15 de octubre, decidió que Oppenheimer era el hombre que necesitaba para dirigir lo que se convirtió en el Laboratorio de Los Álamos, a pesar de que Oppenheimer no tenía un Premio Nobel ni experiencia administrativa.
El final de la guerra tras el bombardeo atómico de Hiroshima y Nagasaki convirtió a los científicos en héroes. Oppenheimer se convirtió en una celebridad, con su rostro adornando las portadas de los periódicos y las portadas de las revistas. La revista Life lo describió como "uno de los hombres más famosos del mundo, uno de los más admirados, citados, fotografiados, consultados, glorificados, casi deificados como el arquetipo fabuloso y fascinante de un nuevo tipo de héroe, el héroe de la ciencia y el intelecto, creador y símbolo viviente de la nueva era atómica".

### Incidente de Chevalier
Muchos de los asociados de Oppenheimer en los años anteriores a la Segunda Guerra Mundial eran miembros del Partido Comunista de EE. UU. Incluían a su esposa Kitty, cuyo segundo marido, Joe Dallet, había muerto luchando con el Batallón Lincoln en la Guerra Civil Española; su hermano Frank Oppenheimer y la esposa de Frank, Jackie; y su novia Jean Tatlock. Uno de sus socios comunistas era un colega de la Universidad de California, un profesor asistente de literatura francesa llamado Haakon Chevalier. Los dos se habían conocido durante un mitin de los leales españoles y habían cofundado una rama de la Federación Estadounidense de Maestros en Berkeley conocida como Local 349. La Oficina Federal de Investigaciones (FBI) había abierto un archivo sobre Oppenheimer en marzo de 1941, después de que él asistiera a una reunión de diciembre de 1940 en la casa de Chevalier a la que también asistieron el secretario de estado del Partido Comunista de California, William Schneiderman, y su tesorero, Isaac Folkoff, ambos objetivos del FBI de vigilancia y escuchas telefónicas. Los agentes habían registrado la matrícula del coche de Oppenheimer. El FBI señaló que Oppenheimer estaba en el Comité Ejecutivo de la Unión Americana de Libertades Civiles, que consideraba un frente comunista. Poco después, el FBI agregó a Oppenheimer a su Índice de detención bajo custodia, para arresto en caso de emergencia nacional.

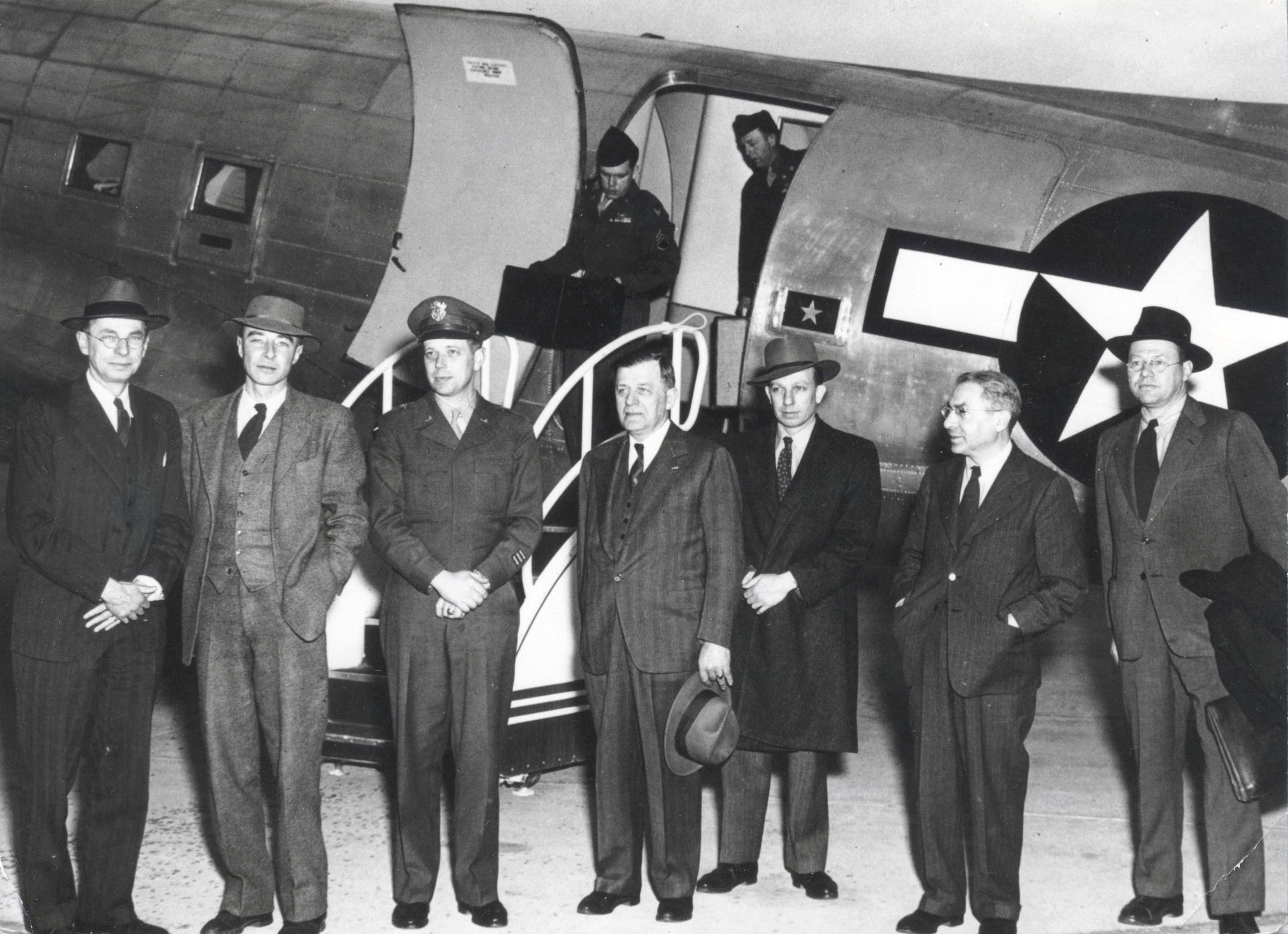
El Comité Asesor General (GAC) de la Comisión de Energía Atómica (AEC) en 1947; De izquierda a derecha: James B. Conant, J. Robert Oppenheimer, general de brigada James McCormack, Hartley Rowe, John H. Manley, Isidor Isaac Rabi y Roger S. Warner

En enero o febrero de 1943, Chevalier mantuvo una breve conversación con Oppenheimer en la cocina de su casa. Chevalier le dijo a Oppenheimer que había un científico, George Eltenton, que podía transmitir información de carácter técnico a la Unión Soviética. Oppenheimer rechazó la oferta, pero no informó hasta agosto de 1943, cuando se ofreció a relatar a los oficiales de seguridad del Proyecto Manhattan que tres hombres en Berkeley habían sido solicitados por secretos nucleares en nombre de la Unión Soviética, por una persona que él no conocía que trabajaba para Shell Oil y que tenía conexiones comunistas. Dio el nombre de esa persona como George Eltenton. Cuando se le preguntó sobre el tema en entrevistas posteriores en Los Álamos en diciembre de 1943 con Groves, quien prometió ocultar la identidad de los tres hombres al FBI, Oppenheimer identificó al contacto que se había acercado a él como Chevalier y le dijo a Groves que solo se había acercado a una persona: su hermano Frank. En cualquier caso, Groves había considerado a Oppenheimer demasiado importante para los objetivos finales de los aliados de construir bombas atómicas y ganar la guerra para expulsarlo por cualquier comportamiento sospechoso. Había ordenado el 20 de julio de 1943 que a Oppenheimer se le otorgara una autorización de seguridad "sin demora, independientemente de la información que tenga sobre el Sr. Oppenheimer. Él es absolutamente esencial para el proyecto." Oppenheimer fue entrevistado por el FBI el 5 de septiembre de 1946. Relató el "incidente de Chevalier" y dio declaraciones contradictorias y equívocas, diciéndoles a los agentes del gobierno que Chevalier solo se había acercado a él, quien en ese momento supuestamente había dicho que tenía un conducto potencial a través de Eltenton para obtener información que podría pasarse a los soviéticos. Oppenheimer afirmó haber inventado los otros contactos para ocultar la identidad de Chevalier, cuya identidad creía que sería evidente de inmediato si nombraba solo a un contacto, pero a quien creía inocente de cualquier deslealtad. La fabricación de 1943 y la naturaleza cambiante de sus relatos ocuparon un lugar destacado en la investigación de 1954.
La Ley McMahon que estableció la Comisión de Energía Atómica (AEC, por sus siglas en inglés) requería que todos los empleados que tuvieran autorizaciones de seguridad en tiempos de guerra emitidas por el Proyecto Manhattan fueran investigados por el FBI y recertificados. Esta disposición se produjo a raíz del anuncio del 16 de febrero de 1946 en Canadá del arresto de 22 personas expuestas como consecuencia de la deserción en septiembre anterior del empleado de cifrado soviético Igor Gouzenko. El presidente Harry S. Truman nombró a Oppenheimer para el Comité Asesor General (GAC) de la AEC el 10 de diciembre de 1946, por lo que el FBI entrevistó a dos docenas de asociados de Oppenheimer, incluidos Robert Bacher, Ernest Lawrence, Enrico Fermi y Robert Gordon Sproul. Groves y el secretario de Guerra, Robert P. Patterson, proporcionaron declaraciones escritas en apoyo de Oppenheimer. El presidente de la AEC , David Lilienthal, y Vannevar Bush discutieron el asunto con el simpatizante ayudante de Truman, Clark Clifford, en la Casa Blanca. Encontraron a John Lansdale, Jr. particularmente persuasivo; había interrogado a Oppenheimer sobre el incidente de Chevalier en 1943 y lo apoyó firmemente. El 11 de agosto de 1947, la AEC votó por unanimidad para otorgar a Oppenheimer una autorización Q. En la primera reunión del GAC el 3 de enero de 1947, Oppenheimer fue elegido presidente por unanimidad.

### Conflictos de posguerra
El FBI estaba dispuesto a proporcionar a los enemigos políticos de Oppenheimer pruebas incriminatorias sobre los vínculos comunistas. Estos incluían a Lewis Strauss, un comisionado de la AEC que estaba resentido con Oppenheimer por su humillación ante el Congreso con respecto a la oposición a la exportación de isótopos radiactivos a otras naciones, que Strauss creía que tenían aplicaciones militares. Como presidente del GAC, Oppenheimer fue llamado ante el Comité Conjunto de Energía Atómica (JCAE) por el tema en junio de 1949. Los otros cuatro comisionados de la AEC se habían opuesto a Strauss, por lo que acudió a la JCAE en un intento de anular la decisión. El resultado fue una abrumadora humillación para el sensible Strauss. Oppenheimer testificó que:

No one can force me to say that you cannot use these isotopes for atomic energy. You can use a shovel for atomic energy, in fact you do. You can use a bottle of beer for atomic energy, in fact you do. But to get some perspective, the fact is that during the war and after the war these materials played no significant part, and in my knowledge, no part at all ... My own rating of the importance of isotopes in this broad sense is that they are far less important than electronic devices but far more important than, let us say, vitamins, somewhere in between.
Nadie puede obligarme a decir que no se pueden utilizar estos isótopos para la energía atómica. Puedes usar una pala para la energía atómica, de hecho lo haces. Puedes usar una botella de cerveza para energía atómica, de hecho lo haces. Pero para tener algo de perspectiva, el hecho es que durante la guerra y después de la guerra estos materiales no jugaron un papel importante y, que yo sepa, no jugaron ningún papel ... Mi propia calificación de la importancia de los isótopos en este sentido amplio es que son mucho menos importantes que los dispositivos electrónicos pero mucho más importantes que, digamos, las vitaminas, en algún punto intermedio.

Esto se produjo inmediatamente después de las controversias sobre si algunos de los estudiantes de Oppenheimer, incluidos David Bohm, Ross Lomanitz y Bernard Peters, habían sido comunistas en el momento en que trabajaron con él en Berkeley. Oppenheimer fue llamado a testificar frente al Comité de Actividades Antiamericanas de la Cámara, donde admitió que tenía asociaciones con el Partido Comunista en la década de 1930 y nombró a algunos de sus estudiantes como comunistas o estrechamente asociados con ellos. Bohm y Peters finalmente abandonaron el país, mientras que Lomanitz se vio obligado a trabajar como obrero. Frank Oppenheimer fue despedido de su puesto universitario y no pudo encontrar trabajo en física durante una década. Él y su esposa Jackie se convirtieron en ganaderos en Colorado. Su reputación fue rehabilitada en 1959 y fundaron el San Francisco Exploratorium en 1969.
David Kaiser señaló que:

These dozen or so theoretical physicists surely came under fire for many reasons; with hindsight their troubles appear almost overdetermined. Most were Jewish; several had been active in labor organizing before or during the war; a few had flirted with the Communist Party in their youth; many were active in other leftwing political organizations after the war. Perhaps most important, however, they had close and long-standing ties with Robert Oppenheimer ...
Esta docena o más de físicos teóricos seguramente fueron atacados por muchas razones; en retrospectiva, sus problemas parecen casi sobredeterminados. La mayoría eran judíos; varios habían estado activos en la organización laboral antes o durante la guerra; algunos habían coqueteado con el Partido Comunista en su juventud; muchos participaron activamente en otras organizaciones políticas de izquierda después de la guerra. Sin embargo, quizás lo más importante es que tenían vínculos estrechos y duraderos con Robert Oppenheimer...

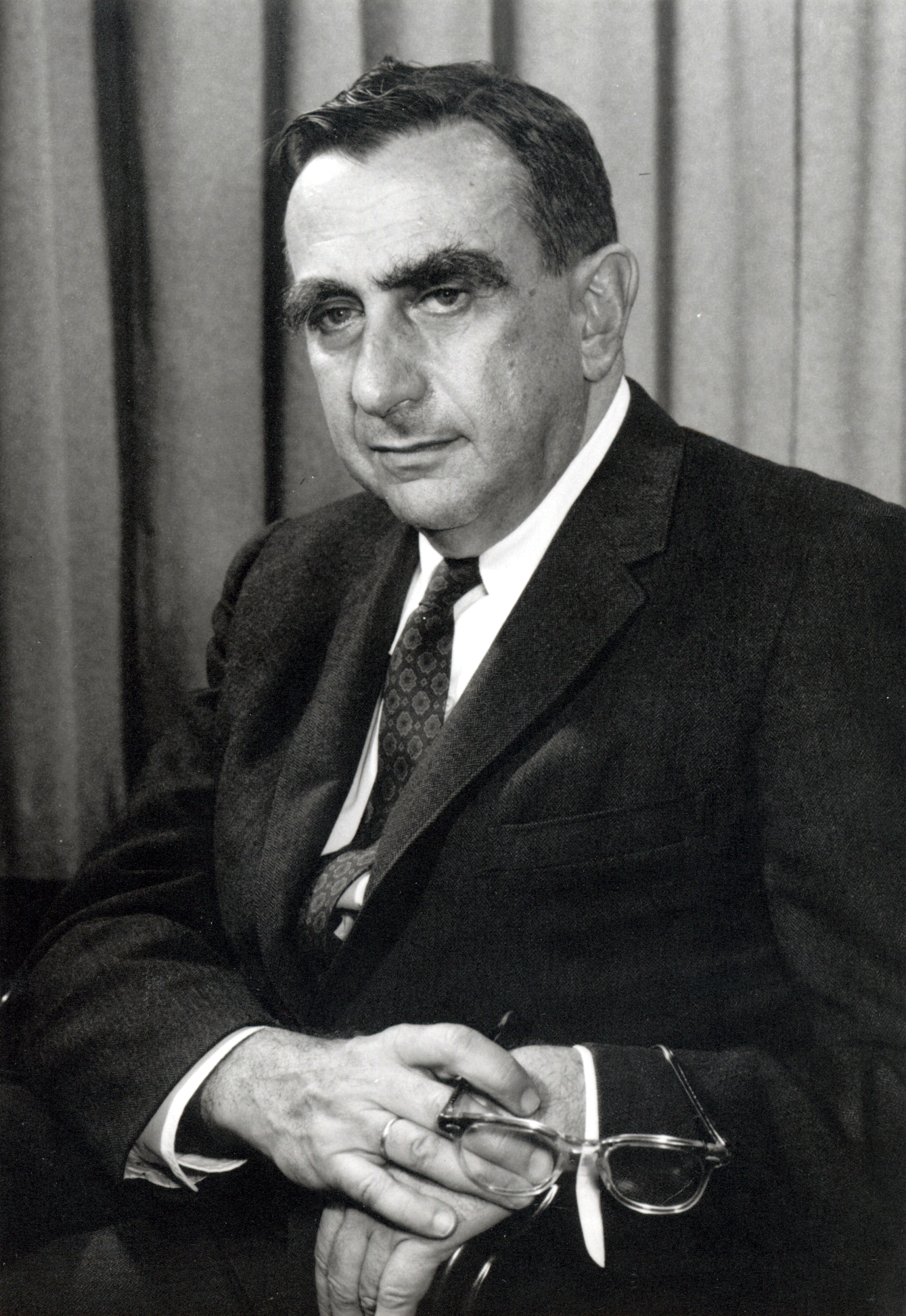
Edward Teller, que se enfrentó a Oppenheimer por la bomba H, testificó en su contra.

De 1949 a 1953, Oppenheimer también se encontró en medio de una controversia sobre el desarrollo del "Super". En 1949, la Unión Soviética detonó una bomba atómica. Esto fue un shock para muchos estadounidenses, y Oppenheimer tuvo que desempeñar un papel de liderazgo en la verificación de la evidencia y la confirmación de que la explosión había tenido lugar. En respuesta, Strauss recomendó que Estados Unidos mantuviera la superioridad nuclear mediante el desarrollo del "Super". Esto había estado bajo consideración en Los Álamos durante varios años. El general de brigada James McCormack dijo a los comisionados de la AEC que, si bien las armas termonucleares podrían ser potencialmente miles de veces más poderosas que las armas de fisión, a partir de 1949 no había ningún diseño que funcionara y no había certeza de que se pudiera construir una bomba práctica si existiera. Advirtió que el "Super" probablemente requeriría grandes cantidades de tritio, que solo podría adquirirse desviando los reactores nucleares de la AEC de la producción de plutonio.
Strauss encontró aliados en Lawrence y Edward Teller, que habían encabezado el grupo "Super" en Los Álamos durante la guerra. Cuando el asunto se remitió al GAC, votó por unanimidad en contra de un programa intensivo para desarrollar el "Super". Sin un diseño viable, parecía una tontería desviar recursos de las bombas atómicas. Tampoco había una necesidad militar obvia. A pesar de esto, Truman autorizó que el trabajo de la bomba H continuara el 31 de enero de 1950. Teller, Fermi, John von Neumann y Stan Ulam lucharon por encontrar un diseño funcional, y en febrero de 1951, Ulam y Teller finalmente idearon uno. Después de revisar el diseño y los datos recopilados por las pruebas de la Operación Invernadero en mayo de 1951, Oppenheimer reconoció que el "Nuevo Súper" era técnicamente factible. Teller dejó Los Álamos para ayudar a fundar, con Lawrence, un segundo laboratorio de armas, el Laboratorio Nacional Lawrence Livermore, en 1952.
Las armas estratégicas termonucleares, antes del desarrollo de los misiles balísticos de largo alcance, necesariamente serían lanzadas por bombarderos de largo alcance bajo el control de la relativamente nueva Fuerza Aérea de los Estados Unidos. Sin embargo, en proyectos y grupos de estudio como Project Vista y Lincoln Summer Study Group, Oppenheimer presionó por armas nucleares "tácticas" más pequeñas que serían más útiles contra las tropas enemigas en un conflicto de teatro limitado y que estaría bajo el control del Ejército. También propuso inversiones en defensa aérea contraataques nucleares, lo que potencialmente quitaría recursos de la misión de ataque de represalia de la Fuerza Aérea. Como presidente del Panel de Consultores sobre Desarme del Departamento de Estado, Oppenheimer abogó por posponer la primera prueba de Ivy Mike de un dispositivo de hidrógeno. Estas posturas llevaron a la Fuerza Aérea a ver las posiciones e influencia de Oppenheimer con amargura y sospecha.

### Reclamaciones hechas en la carta de Borden
El 7 de noviembre de 1953, William Liscum Borden, ex director ejecutivo del Comité Conjunto de Energía Atómica del Congreso, envió una carta a J. Edgar Hoover sobre Oppenheimer. En la carta, Borden expresó su opinión "basada en años de estudio, de la evidencia clasificada disponible, que lo más probable es que J. Robert Oppenheimer sea un agente de la Unión Soviética". La carta se basaba en el enorme dosier de investigación del gobierno sobre Oppenheimer, un dosier que incluía, como escribió más tarde un autor, "vigilancia minuciosa de once años de la vida del científico". Su oficina y su casa habían sido intervenidas, su teléfono pinchado y su correo abierto.
La carta de Borden decía lo siguiente:

This opinion considers the following factors, among others.

1. The evidence indicating that as of April 1942: (a) He was contributing substantial monthly sums to the Communist Party; (b) His ties with communism had survived the Nazi-Soviet Pact and the Soviet attack upon Finland; (c) His wife and younger brother were Communists; (d) He had no close friends except Communists; (e) He had at least one Communist mistress; (f) He belonged only to Communist organizations, apart from professional affiliations; (g) The people whom he recruited into the early wartime Berkeley atom project were exclusively Communists; (h) He had been instrumental in securing recruits for the Communist Party, and (i) He was in frequent contact with Soviet Espionage agents.
2. The evidence indicating that: (a) In May 1942, he either stopped contributing funds to the Communist Party or else made his contributions though a new channel not yet discovered; (b) In April 1943 his name was formally submitted for security clearance; (c) He himself was aware at the time that his name had been so submitted and (d) He thereafter repeatedly gave false information to General Groves, Manhattan District, and the FBI concerning the 1939 – April 1942 period.
3. The evidence indicating that: (a) He was responsible for employing a number of Communists, some of them not technical, at wartime Los Alamos; (b) He selected one such individual to write the official Los Alamos history; (c) He was a vigorous supporter of the H-bomb program until August 6, 1945, (Hiroshima), on which day he personally urged each senior individual working in this field to desist; and (d) He was an enthusiastic sponsor of the A-bomb program until the war ended, when he immediately and outspokenly advocated the Los Alamos Laboratory be disbanded.

4. The evidence indicating that: (a) He was remarkably instrumental in influencing the military authorities and the Atomic Energy Commission essentially to suspend H-bomb development from mid-1946 through January 31, 1950 [the date of President Truman's public announcement that the United States, in answer to the new Soviet atomic bomb, would seek to build an H-bomb] (b) He has worked tirelessly, from January 31, 1950, onward to retard the United States H-bomb program; (c) He has used his potent influence against every postwar effort to expand capacity for producing A-bomb material; (d) He has used his potent influence against every postwar effort directed at obtaining larger supplies of uranium raw material; and (e) He has used his potent influence against every major postwar effort toward atomic power development, including the nuclear-powered submarine and aircraft programs as well as industrial power projects.
Esta opinión considera los siguientes factores, entre otros.

1. La prueba que indica que que a partir de abril de 1942: (a) Aportaba cuantiosas sumas mensuales al Partido Comunista; (b) Sus vínculos con el comunismo habían sobrevivido al pacto nazi-soviético y al ataque soviético a Finlandia; (c) Su esposa y su hermano menor eran comunistas; (d) No tenía amigos cercanos excepto los comunistas; (e) Tenía al menos una amante comunista; f) Pertenecía únicamente a organizaciones comunistas, además de afiliaciones profesionales; (g) Las personas que reclutó para el proyecto atómico de Berkeley de principios de la guerra eran exclusivamente comunistas; (h) Había jugado un papel decisivo en la obtención de reclutas para el Partido Comunista, y (i) Estaba en contacto frecuente con agentes de espionaje soviético.
2. La prueba que indica que: a) en mayo de 1942 dejó de aportar fondos al Partido Comunista o hizo sus aportes por un nuevo canal aún no descubierto; (b) En abril de 1943, su nombre fue presentado formalmente para autorización de seguridad; (c) Él mismo sabía en ese momento que su nombre había sido presentado y (d) A partir de entonces, dio repetidamente información falsa al General Groves, Distrito de Manhattan y al FBI sobre el período de 1939 a abril de 1942.
3. La evidencia que indica que: (a) Él fue responsable de emplear a un número de comunistas, algunos de ellos no técnicos, en tiempos de guerra en Los Álamos; (b) Seleccionó a uno de esos individuos para escribir la historia oficial de Los Álamos; (c) Fue un vigoroso partidario del programa de la bomba H hasta el 6 de agosto de 1945 (Hiroshima), día en el que instó personalmente a todos los altos cargos que trabajaban en este campo a que desistieran; y (d) Fue un patrocinador entusiasta del programa de la bomba atómica hasta que terminó la guerra, cuando inmediatamente y abiertamente abogó por la disolución del Laboratorio de Los Álamos.

4. La evidencia que indica que: (a) Jugó un papel notable en influir en las autoridades militares y la Comisión de Energía Atómica esencialmente para suspender el desarrollo de la bomba H desde mediados de 1946 hasta el 31 de enero de 1950 [la fecha del anuncio público del presidente Truman de que Estados Unidos, en respuesta a la nueva bomba atómica soviética, buscaría construir una bomba H] (b) Ha trabajado incansablemente, desde el 31 de enero de 1950 en adelante para retrasar a los Estados Unidos H -programa bomba; (c) Ha usado su poderosa influencia contra todos los esfuerzos de la posguerra para expandir la capacidad de producción de material para bombas atómicas; d) Ha utilizado su poderosa influencia contra todos los esfuerzos de la posguerra dirigidos a obtener mayores suministros de materia prima de uranio; y (e) Ha usado su poderosa influencia contra todos los esfuerzos importantes de la posguerra para el desarrollo de la energía atómica, incluidos los programas de aviones y submarinos de propulsión nuclear, así como los proyectos de energía industrial.

La carta también señaló que Oppenheimer había trabajado en contra del desarrollo de la bomba de hidrógeno y en contra del desarrollo de la energía atómica de la posguerra, incluidas las plantas de energía nuclear y los submarinos nucleares. La carta concluía:

1. Between 1939 and mid-1942, more probably than not, J. Robert Oppenheimer was a sufficiently hardened Communist that he either volunteered espionage information to the Soviets or complied with a request for such information. (This includes the possibility that when he singled out the weapons aspect of atomic development as his personal speciality, he was acting under Soviet instructions.) 2. More probably than not, he has since been functioning as an espionage agent; and 3. More probably than not, he has since acted under a Soviet directive in influencing United States military, atomic energy, intelligence, and diplomatic policy.
1. Entre 1939 y mediados de 1942, lo más probable es que J. Robert Oppenheimer fuera un comunista lo suficientemente endurecido como para ofrecer información de espionaje a los soviéticos o cumplir con una solicitud de dicha información. (Esto incluye la posibilidad de que cuando destacó el aspecto armamentístico del desarrollo atómico como su especialidad personal, estaba actuando bajo instrucciones soviéticas). 2. Lo más probable es que desde entonces haya estado funcionando como agente de espionaje; y 3. Lo más probable es que desde entonces haya actuado bajo una directiva soviética para influir en la política militar, de energía atómica, de inteligencia y diplomática de los Estados Unidos.

El contenido de la carta no era nuevo, y algunos detalles se conocían cuando Oppenheimer fue autorizado por primera vez para trabajar en la guerra atómica. Sin embargo, esa información no había llevado a nadie a solicitar su destitución del servicio gubernamental. A pesar de la falta de nuevas pruebas significativas, Eisenhower estaba preocupado por cualquier posibilidad de que los cargos pudieran ser ciertos y preocupado por parecer débil en el entorno del macartismo. En consecuencia, el 3 de diciembre, Eisenhower ordenó que se colocara un "muro en blanco" entre Oppenheimer y los secretos atómicos de la nación.

## Audiencia

### Composición y procedimientos de la junta
El 21 de diciembre de 1953, Lewis Strauss le dijo a Oppenheimer que su archivo de seguridad había sido objeto de dos revaluaciones recientes debido a nuevos criterios de selección y porque un exfuncionario del gobierno había llamado la atención sobre el historial de Oppenheimer. Strauss dijo que su autorización había sido suspendida, a la espera de la resolución de una serie de cargos descritos en una carta, y discutió su renuncia a la consultoría AEC. Con solo un día para decidir, y después de consultar con sus abogados, Oppenheimer decidió no renunciar y solicitó una audiencia en su lugar. Los cargos se detallaron en una carta de Kenneth D. Nichols, gerente general de la AEC. En espera de la resolución de los cargos, se suspendió la autorización de seguridad de Oppenheimer. Oppenheimer le dijo a Strauss que algo de lo que estaba en la carta de Nichols era correcto, algo incorrecto.
La audiencia se llevó a cabo en un edificio temporal cerca de las oficinas de vivienda de la AEC en el Monumento a Washington. Comenzó el 12 de abril de 1954 y duró cuatro semanas. La AEC estuvo representada por Roger Robb, un fiscal experimentado en Washington, y Arthur Rolander, mientras que el equipo legal de Oppenheimer estuvo encabezado por Lloyd K. Garrison, un destacado abogado de Nueva York en el bufete de abogados de Paul, Weiss, Rifkind, Wharton & Garrison. El presidente de la Junta de Seguridad del Personal fue Gordon Gray, presidente de la Universidad de Carolina del Norte. Los otros miembros del panel de audiencia fueron Thomas Alfred Morgan, un industrial jubilado, y Ward V. Evans, presidente del departamento de química de la Universidad Northwestern.

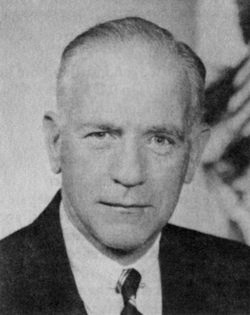
La audiencia estuvo presidida por Gordon Gray, presidente de la Universidad de Carolina del Norte.

La audiencia no estaba abierta al público e inicialmente no se publicitó. Al comienzo de la audiencia, Gray declaró que la audiencia era "estrictamente confidencial" y prometió que no se divulgaría ninguna información relacionada con la audiencia. Contrariamente a esta seguridad, unas semanas después de la conclusión de la audiencia, la AEC publicó una transcripción literal de la misma. Oppenheimer y Garrison también violaron la confidencialidad de la audiencia al comunicarse con el periodista de The New York Times James Reston, quien escribió un artículo sobre la audiencia que apareció el segundo día de la audiencia.
Garrison solicitó una autorización de seguridad de emergencia antes de la audiencia, ya que se le había otorgado una a Robb, pero no se concedió ninguna autorización durante el transcurso de la audiencia, lo que significaba que los abogados de Oppenheimer no tenían acceso a los secretos que Robb pudo ver. En al menos tres ocasiones, a Garrison y su abogado adjunto se les prohibió la entrada a la sala de audiencias por razones de seguridad, lo que dejó a Oppenheimer sin representación, en violación de las normas de la AEC. Durante el transcurso de la audiencia, Robb interrogó repetidamente a los testigos de Oppenheimer utilizando documentos de alto secreto que no estaban disponibles para los abogados de Oppenheimer. A menudo leía en voz alta esos documentos, a pesar de su estado secreto.
El ex abogado general de la AEC, Joseph Volpe, había instado a Oppenheimer a contratar a un litigante duro como su abogado; El comportamiento de Garrison era amable y cordial, pero Robb era antagónico. Garrison proporcionó voluntariamente a la junta ya Robb una lista de sus testigos, pero Robb se negó a brindar la misma cortesía. Esto le dio a Robb una clara ventaja en su contrainterrogatorio de los testigos de Oppenheimer. Un observador comentó que Robb "no trató a Oppenheimer como testigo en su propio caso, sino como una persona acusada de alta traición".
Los miembros del panel de audiencia se reunieron con Robb antes de la audiencia para revisar el contenido del archivo del FBI de Oppenheimer. La Ley de Procedimiento Administrativo de 1946 incluía un principio jurídico conocido como "la exclusividad del expediente" o la "regla del bloc en blanco". Esto significaba que una audiencia solo podía considerar información que había sido presentada formalmente bajo las reglas de evidencia establecidas. Sin embargo, si bien la ley se aplicaba a los tribunales ya las audiencias administrativas celebradas por organismos como la Comisión Federal de Comercio y la Comisión Federal de Comunicaciones, no se aplicaba a la AEC. Garrison solicitó la oportunidad de revisar el archivo con el panel, pero esto fue rechazado.

### Alcance del testimonio
Como se describe en la carta de Nichols de 3.500 palabras, la audiencia se centró en 24 acusaciones, 23 de las cuales se referían a las afiliaciones comunistas y de izquierda de Oppenheimer entre 1938 y 1946, incluido su informe tardío y falso del incidente de Chevalier a las autoridades. El vigésimo cuarto cargo se relacionaba con su oposición a la bomba de hidrógeno. Al incluir la bomba de hidrógeno, la AEC cambió el carácter de la audiencia, al abrir una investigación sobre sus actividades como asesor del gobierno de posguerra.
Oppenheimer testificó durante un total de 27 horas. Su comportamiento fue muy diferente de sus interrogatorios anteriores, como su aparición ante la Casa de Actividades Antiamericanas. Bajo el contrainterrogatorio de Robb, que tenía acceso a información de alto secreto, como grabaciones de vigilancia, Oppenheimer estaba "a menudo angustiado, a veces sorprendentemente inarticulado, con frecuencia se disculpaba por su pasado e incluso se autocastigaba".

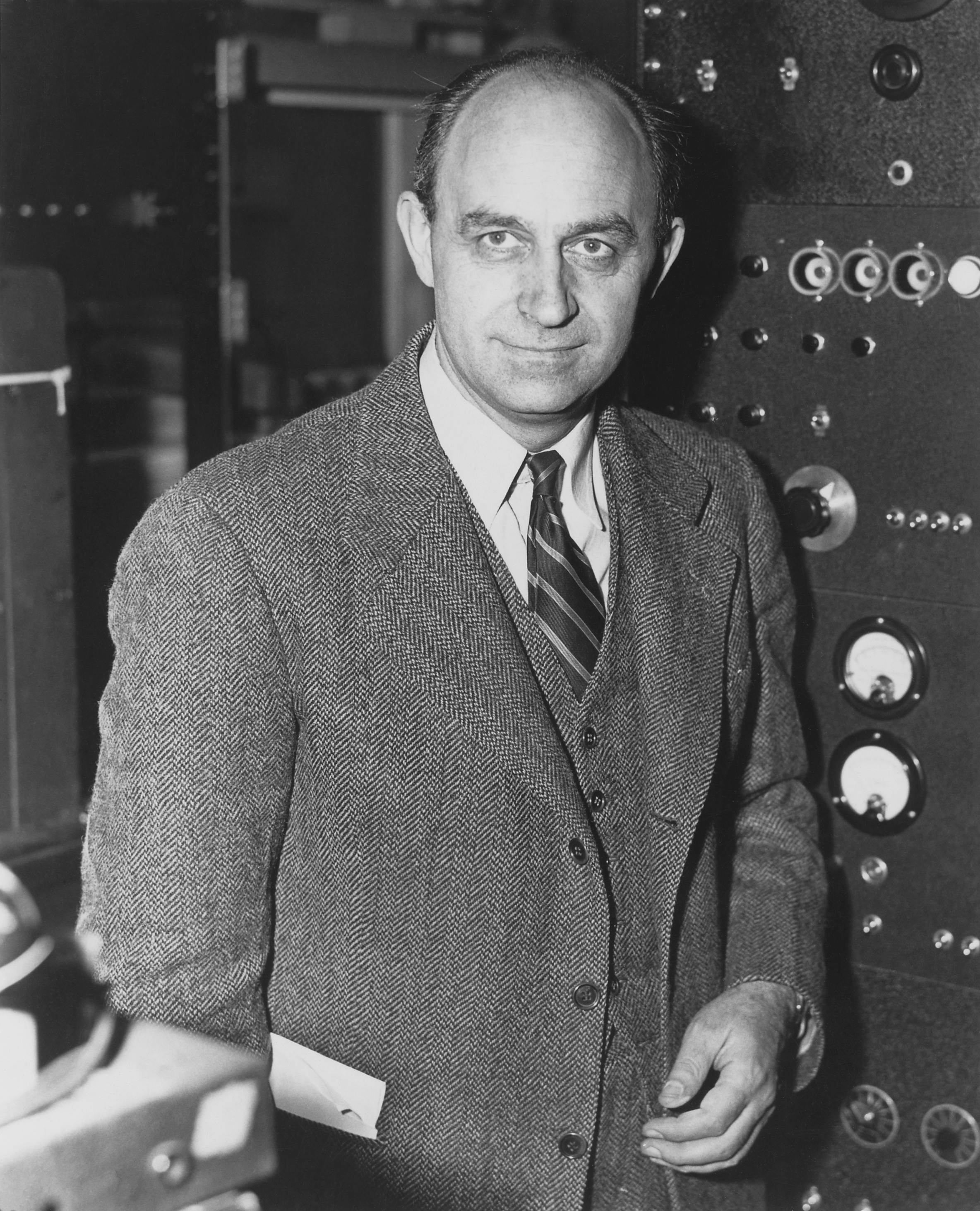
El físico ganador del Premio Nobel Enrico Fermi estuvo entre los científicos eminentes que testificaron en apoyo de Oppenheimer.

Uno de los elementos clave en esta audiencia fue el testimonio más antiguo de Oppenheimer sobre el acercamiento de Eltenton a varios científicos de Los Álamos, una historia que Oppenheimer confesó que había inventado para proteger a su amigo Chevalier. Sin que Oppenheimer lo supiera, ambas versiones se grabaron durante sus interrogatorios de una década antes, y se sorprendió en el estrado de los testigos con transcripciones que no tuvo oportunidad de revisar. Al ser interrogado por Robb, admitió que le había mentido a Boris Pash, un oficial de contrainteligencia del Ejército, sobre el acercamiento de Chevalier. Cuando se le preguntó por qué había inventado una historia de que tres personas habían sido abordadas por espionaje, Oppenheimer respondió: "Porque yo era un idiota".
Gran parte del cuestionamiento de Oppenheimer se refería a su papel en la contratación para Los Álamos de sus antiguos alumnos Ross Lomanitz y Joseph Weinberg, ambos miembros del Partido Comunista. Las preguntas indagaron en la vida privada de Oppenheimer, incluido su romance con Jean Tatlock, una comunista con quien pasó la noche mientras estaba casado. Lansdale había llegado a la conclusión en ese momento de que su interés por Tatlock era más romántico que político. No obstante, este asunto inocuo puede haber jugado más en la mente del panel de revisión.
Groves, testificando como testigo para la AEC y contra Oppenheimer, reafirmó su decisión de contratar a Oppenheimer. Groves dijo que la negativa de Oppenheimer a denunciar a Chevalier fue "la típica actitud de un escolar estadounidense de que hay algo perverso en delatar a un amigo". Al ser interrogado por Robb, Groves dijo que según los criterios de seguridad vigentes en 1954, "hoy no absuelve al Dr. Oppenheimer".
La posición oficial de la Fuerza Aérea fue apoyar la suspensión de la autorización de seguridad, que se dio durante el testimonio de su científico jefe, David T. Griggs. Aunque su testimonio no fue fundamental en la decisión, muchos físicos vieron a Griggs como el "Judas que había traicionado a su dios", el brillante físico teórico que lideró el exitoso desarrollo de la bomba atómica en tiempos de guerra.
Muchos científicos destacados, así como figuras gubernamentales y militares, testificaron a favor de Oppenheimer. Entre ellos estaban Fermi, Isidor Isaac Rabi, Hans Bethe, John J. McCloy, James B. Conant y Bush, así como dos expresidentes de la AEC y tres ex comisionados. También testificó en nombre de Oppenheimer Lansdale, quien estuvo involucrado en la vigilancia e investigación de Oppenheimer por parte del Ejército durante la guerra. Lansdale, un abogado, no se dejó intimidar por Robb. Testificó que Oppenheimer no era comunista y que era "leal y discreto".
Se sabía que a Ernest Lawrence no le gustaban las actividades políticas, ya que las veía como una pérdida de tiempo que se dedicaba mejor a la investigación científica. No se opuso a las investigaciones de Oppenheimer u otros, tendiendo a distanciarse de los investigados en lugar de apoyarlos. Dijo que no pudo testificar en la audiencia de Oppenheimer debido a una enfermedad. El 26 de abril, Lawrence sufrió un severo ataque de colitis. Al día siguiente, Lawrence llamó a Lewis Strauss y le dijo que su hermano, un médico, le había ordenado que regresara a casa y que no testificaría. Lawrence padeció colitis hasta su muerte durante la cirugía de colostomía, el 27 de agosto de 1958. Sin embargo, una transcripción de la entrevista en la que Lawrence declaró que Oppenheimer "nunca más debería tener nada que ver con la formulación de políticas" se presentó en la audiencia, y varios otros miembros del laboratorio de radiación de Lawrence testificaron en contra de Oppenheimer en persona. Esto resultó en malos sentimientos posteriores de la comunidad científica hacia Lawrence y otros miembros de su laboratorio.
Edward Teller se opuso a la audiencia, sintiendo que era inapropiado someter a Oppenheimer a un juicio de seguridad, pero estaba desgarrado por agravios de larga data contra él. Robb lo llamó para testificar contra Oppenheimer, y poco antes de que apareciera, Robb le mostró a Teller un expediente de artículos desfavorables para Oppenheimer. Teller testificó que consideraba leal a Oppenheimer, pero que "en un gran número de casos, he visto actuar al Dr. Oppenheimer, entiendo que actuó el Dr. Oppenheimer, de una manera que para mí era extremadamente difícil de entender". Estuve totalmente en desacuerdo con él en numerosos temas y sus acciones me parecieron francamente confusas y complicadas. En esa medida siento que me gustaría ver los intereses vitales de este país en manos que entiendo mejor, y por lo tanto confío más”. Cuando se le preguntó si a Oppenheimer se le debe otorgar una autorización de seguridad, Teller dijo que "si es una cuestión de sabiduría o juicio, como lo demuestran las acciones desde 1945, entonces diría que sería más inteligente no otorgar la autorización". Esto llevó a la indignación de muchos en la comunidad científica y al ostracismo y virtual expulsión de Teller de la ciencia académica.

## La decisión de la junta

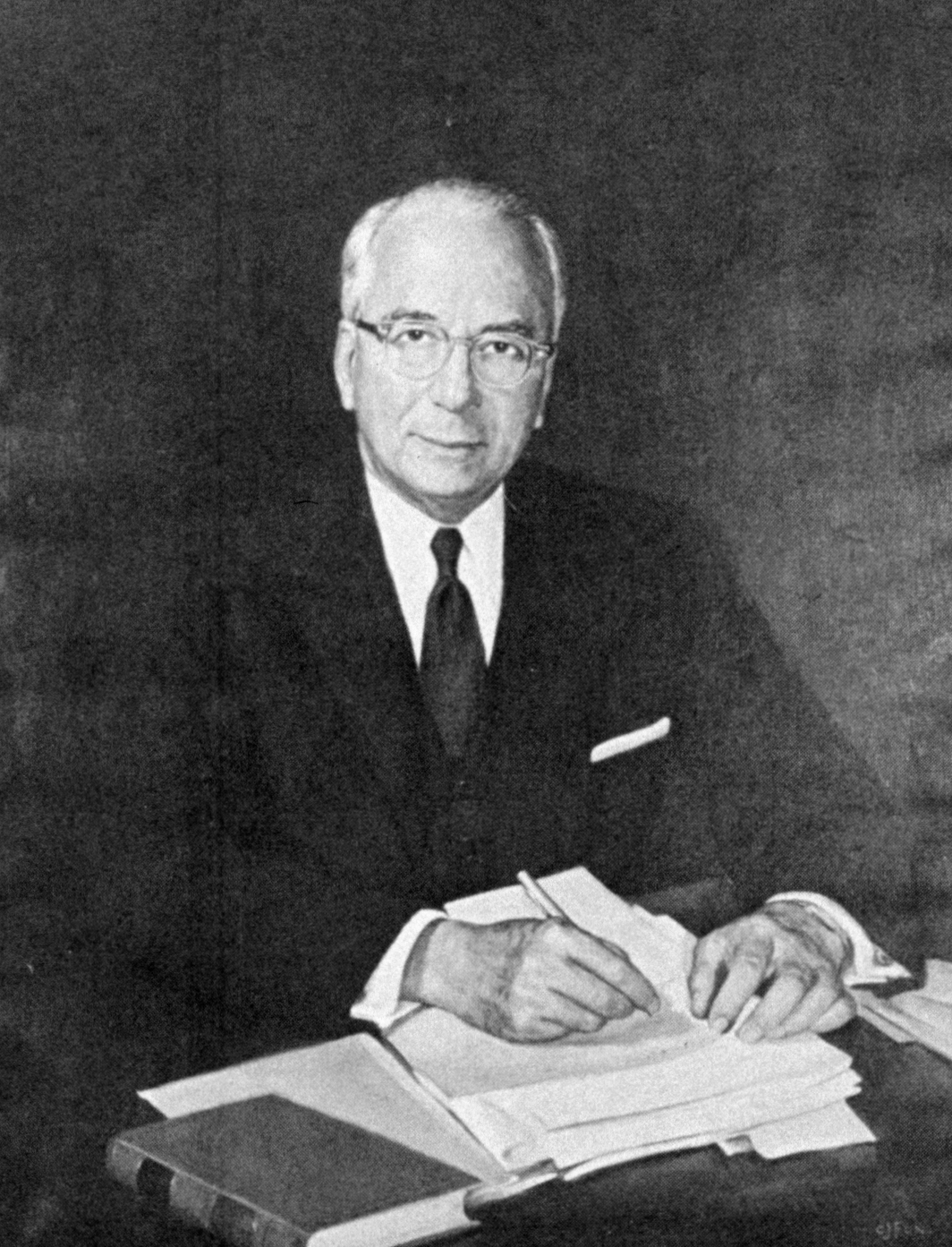
El presidente de AEC, Lewis Strauss, un adversario de Oppenheimer desde hace mucho tiempo, emitió el veredicto final negando su autorización de seguridad.

La autorización de Oppenheimer fue revocada por 2 a 1 votos del panel. Gray y Morgan votaron a favor, Evans en contra. La junta emitió su decisión el 27 de mayo de 1954, en una carta de 15.000 palabras a Nichols. Encontró que 20 de los 24 cargos eran verdaderos o sustancialmente verdaderos. La junta descubrió que si bien se había opuesto a la bomba H y que su falta de entusiasmo por ella había afectado la actitud de otros científicos, no había disuadido activamente a los científicos de trabajar en la bomba H, como se alegaba en la carta de Nichols. Encontró que "no hay evidencia de que fuera miembro del partido [comunista] en el sentido estricto de la palabra", y concluyó que es un "ciudadano leal". Dijo que "tenía un alto grado de discreción, lo que refleja una habilidad inusual para guardarse secretos vitales", pero que tenía "una tendencia a ser coaccionado, o al menos influenciado en su conducta, durante un período de años".
La junta encontró que la asociación de Oppenheimer con Chevalier "no es el tipo de cosas que nuestro sistema de seguridad permite por parte de alguien que habitualmente tiene acceso a información de la más alta clasificación", y concluyó que "la conducta continua de Oppenheimer refleja un grave desprecio por los requisitos del sistema de seguridad", que era susceptible "de influencia que podría tener serias implicaciones para los intereses de seguridad del país", que su actitud hacia el programa de la bomba H planteaba dudas sobre si su futura participación "sería coherente con los mejores intereses de seguridad" y que Oppenheimer había sido "menos que sincero en varios casos" en su testimonio. Por lo tanto, la mayoría no recomendó que se restableciera su autorización de seguridad.
En una breve disidencia, Evans argumentó que se debería restablecer la autorización de seguridad de Oppenheimer. Señaló que la mayoría de los cargos de la AEC habían estado en manos de la AEC cuando absolvió a Oppenheimer en 1947, y que "negarle la autorización ahora por lo que fue autorizado en 1947, cuando debemos saber que es un riesgo de seguridad menor ahora que entonces, parece difícilmente el procedimiento a adoptar en un país libre". Evans dijo que su asociación con Chevalier no indicaba deslealtad y que no obstaculizó el desarrollo de la bomba H. Evans dijo que personalmente pensaba que "nuestro fracaso en absolver al Dr. Oppenheimer será una marca negra en el escudo de armas de nuestro país", y expresó su preocupación por el efecto que podría tener una decisión inapropiada en el desarrollo científico del país.

### Conclusiones de Nichols y decisión de la AEC
En un memorando redactado con dureza a la AEC el 12 de junio de 1954, Nichols recomendó que no se restableciera la autorización de seguridad de Oppenheimer. En cinco "hallazgos de seguridad", Nichols dijo que Oppenheimer era "comunista en todos los sentidos, excepto que no tenía una tarjeta del partido", y que el incidente de Chevalier indicó que Oppenheimer "no es confiable ni digno de confianza", y que sus declaraciones erróneas podrían haber representado una conducta criminal. Dijo que la "obstrucción y el desprecio por la seguridad" de Oppenheimer mostraban "un desprecio constante por un sistema de seguridad razonable". El memorando de Nichols no se hizo público ni se entregó a los abogados de Oppenheimer, a quienes no se les permitió comparecer ante la AEC.
El 29 de junio de 1954, la AEC confirmó las conclusiones de la Junta de Seguridad del Personal, con cuatro comisionados votando a favor y uno, Henry DeWolf Smyth, en contra. La decisión se dictó 32 horas antes de que expirara el contrato de consultoría de Oppenheimer y, con ello, la necesidad de autorización. En su opinión mayoritaria, Strauss dijo que Oppenheimer había mostrado "defectos de carácter fundamentales". Dijo que Oppenheimer "en sus asociaciones ha mostrado repetidamente un desprecio deliberado por las obligaciones normales y apropiadas de seguridad" y que "ha incumplido no una sino muchas veces las obligaciones que deberían y deben asumir voluntariamente los ciudadanos en el servicio nacional".
A pesar de la promesa de confidencialidad, la AEC publicó una transcripción editada de la audiencia en junio de 1954, después de la publicidad de prensa de la audiencia. Las transcripciones no redactadas se publicaron en 2014.

## Consecuencias y legado
La pérdida de su autorización de seguridad puso fin al papel de Oppenheimer en el gobierno y la política. Aunque no fue despedido de su trabajo en el Instituto de Estudios Avanzados, como había temido, se convirtió en un exiliado académico, aislado de su carrera anterior y del mundo que había ayudado a crear. Dio conferencias públicas, y pasó varios meses de cada año en la pequeña isla de San Juan en el Caribe. Kai Bird y Martin J. Sherwin consideraron el caso Oppenheimer como "una derrota para el liberalismo estadounidense". Resumiendo las consecuencias del caso, escribieron que:

In a few years after World War II, scientists had been regarded as a new class of intellectuals, members of a public-policy priesthood who might legitimately offer expertise not only as scientists but as public philosophers. With Oppenheimer's defrocking, scientists knew that in the future they would serve the state only as experts only on narrow scientific issues. As sociologist Daniel Bell later observed, Oppenheimer's ordeal signified that the postwar "messianic role of the scientists" was now at an end. Scientists working within the system could not dissent from government policy, as Oppenheimer had done by writing his 1953 Foreign Affairs essay, and still expect to serve on government advisory boards. The trial thus represented a watershed in the relations of the scientist to the government. The narrowest version of how American scientists should serve their country had triumphed.
Pocos años después de la Segunda Guerra Mundial, los científicos habían sido considerados como una nueva clase de intelectuales, miembros de un sacerdocio de políticas públicas que legítimamente podrían ofrecer experiencia no solo como científicos sino también como filósofos públicos. Con la expulsión de Oppenheimer, los científicos sabían que en el futuro servirían al estado solo como expertos en cuestiones científicas limitadas. Como observó más tarde el sociólogo Daniel Bell, la terrible experiencia de Oppenheimer significó que el "papel mesiánico de los científicos" de la posguerra había llegado a su fin. Los científicos que trabajaban dentro del sistema no podían disentir de la política del gobierno, como lo había hecho Oppenheimer al escribir su ensayo de 1953 "Asuntos exteriores", y esperar seguir formando parte de las juntas asesoras del gobierno. El juicio representó así un parteaguas en las relaciones del científico con el gobierno. La versión más estrecha de cómo los científicos estadounidenses deberían servir a su país había triunfado.

Oppenheimer fue visto por muchos en la comunidad científica como un mártir del macartismo, un Galileo o Sócrates moderno, un intelectual y progresista atacado injustamente por enemigos belicistas, símbolo del cambio de la creatividad científica de la academia a las fuerzas armadas. Patrick McGrath señaló que "científicos y administradores como Edward Teller, Lewis Strauss y Ernest Lawrence, con su militarismo y anticomunismo a todo trapo, empujaron a los científicos estadounidenses y sus instituciones hacia una devoción casi completa y subordinada a los intereses militares estadounidenses". Los científicos continuaron trabajando para la AEC, pero ya no confiaban en ella.
Las pruebas de lealtad y seguridad se extendieron por todo el gobierno federal. En estas consultas, a los empleados federales se les hicieron preguntas como:
- ¿Es correcto mezclar plasma sanguíneo blanco y negro?
- Hay una sospecha en su historial de que simpatiza con los desfavorecidos. ¿Es eso cierto?
- ¿Cuáles eran sus sentimientos en ese momento con respecto a la igualdad racial?
- ¿Alguna vez ha hecho declaraciones sobre las "masas oprimidas" y las "personas desfavorecidas"?[98]

Strauss, Teller, Borden y Robb nunca escaparían a la identificación pública de ellos con el caso. En una entrevista televisiva de 1962, Eric F. Goldman le preguntó a Teller si estaba a favor de restaurar la autorización de seguridad de Oppenheimer. Teller se quedó mudo, incapaz de encontrar una respuesta. La pregunta se eliminó de la versión que se emitió, pero la noticia salió a la luz y fue noticia. El presidente John F. Kennedy decidió que había llegado el momento de rehabilitar a Oppenheimer. Teller nominó a Oppenheimer para el premio Enrico Fermi de 1963. La nominación fue aprobada por unanimidad por el GAC y AEC, y anunciada el 5 de abril de 1963. El 22 de noviembre, la Casa Blanca confirmó que Kennedy entregaría personalmente el premio, pero fue asesinado ese mismo día. En cambio, el premio fue presentado por el presidente Lyndon B. Johnson. Oppenheimer murió de cáncer el 18 de febrero de 1967.
Wernher von Braun resumió su opinión sobre el asunto con una broma a un comité del Congreso: "En Inglaterra, Oppenheimer habría sido nombrado caballero".

### Análisis posterior de cargos
La cuestión de las asociaciones pasadas de Oppenheimer con las organizaciones del Partido Comunista continuaría discutiéndose y explorándose durante muchos años después de su muerte. El crítico literario de la revista Time, Richard Lacayo, en una reseña de 2005 de dos nuevos libros sobre Oppenheimer, dijo sobre la audiencia: "Como un esfuerzo por demostrar que había sido miembro del partido, y mucho menos involucrado en espionaje, la investigación fue un fracaso. Sin embargo, su propósito real era mayor: castigar al crítico estadounidense más prominente del paso de Estados Unidos de las armas atómicas a la bomba de hidrógeno, mucho más letal". Después de la audiencia, Lacayo dijo que "Oppenheimer nunca más se sentiría cómodo como defensor público de una política nuclear sensata".
En un extenso análisis del caso de seguridad publicado en Stanford Law Review en 1990, el historiador de la guerra fría Barton J. Bernstein postula que lo notable de Oppenheimer fue que alguna vez pudo tener una autorización de seguridad de alto nivel en primer lugar, dadas sus asociaciones pasadas y su historial de evasiones, y que el gobierno de los EE. El historiador de la Universidad de Cornell, Richard Polenberg, señaló que Oppenheimer testificó sobre el comportamiento izquierdista de sus colegas y especuló que si su autorización no hubiera sido despojada, habría sido recordado como alguien que había "nombrado nombres" para salvar su propia reputación.
En su libro Brotherhood of the Bomb: The Tangled Lives and Loyalties of Robert Oppenheimer, Ernest Lawrence, and Edward Teller (2002), Gregg Herken, un historiador principal de la Institución Smithsonian, sostuvo, basándose en documentación recién descubierta, que Oppenheimer era miembro del Partido Comunista. Sin embargo, Herken no suscribió la acusación de la carta de Borden: "No creo que fuera un espía. La importancia de que fuera comunista era que le daba algo que tenía que ocultar, y puede ser una explicación de por qué estuvo tan callado después de 1954"
En un seminario en el Wilson Center el 20 de mayo de 2009, y basado en un extenso análisis de las notas de Alexander Vassiliev tomadas mientras veía los archivos de la KGB, John Earl Haynes, Harvey Klehr y Vassiliev concluyeron que Oppenheimer nunca estuvo involucrado en espionaje para los soviéticos. La inteligencia soviética intentó reclutarlo repetidamente, pero nunca tuvo éxito. Las acusaciones de que había espiado para los soviéticos no están respaldadas y, en algunos casos, se contradicen con la voluminosa documentación de la KGB y Venona publicada después de la caída de la Unión Soviética. Además, hizo retirar del proyecto Manhattan a varias personas que simpatizaban con la Unión Soviética. 
El 16 de diciembre de 2022, Jennifer Granholm, Secretaria del Departamento de Energía de los Estados Unidos, la organización sucesora de la AEC, absolvió a Oppenheimer de las acusaciones que llevaron a la revocación de su autorización de seguridad en 1954. Su declaración decía que, "En 1954, la Comisión de Energía Atómica revocó la autorización de seguridad del Dr. Oppenheimer a través de un proceso defectuoso que violó las propias regulaciones de la Comisión. A medida que ha pasado el tiempo, ha salido a la luz más evidencia de la parcialidad y la injusticia del proceso al que fue sometido el Dr. Oppenheimer, mientras que la evidencia de su lealtad y amor por el país solo se ha afirmado aún más".

### Dramatizaciones
Las representaciones más populares de Oppenheimer ven sus luchas por la seguridad como una confrontación entre militaristas de derecha (simbolizados por Edward Teller) e intelectuales de izquierda (simbolizados por Oppenheimer) sobre la cuestión moral de las armas de destrucción masiva. Muchos historiadores han cuestionado esto como una simplificación excesiva.
Haakon Chevalier ficcionalizó el asunto y su visión de autoexculpación de toda la historia anterior, en la novela en clave El hombre que podría ser Dios en 1959; el protagonista parecido a Oppenheimer pasó a llamarse "Dr. Sebastian Bloch". Las traducciones se vendieron bien en Francia, donde ya se había mudado, y en todo el bloque soviético. Volvió al tema en Oppenheimer: La historia de una amistad (1965).
La audiencia fue dramatizada en una obra de 1964 del dramaturgo alemán Heinar Kipphardt, In the Matter of J. Robert Oppenheimer. Oppenheimer se opuso a la obra, amenazando con demandar y denunciando "improvisaciones que eran contrarias a la historia y a la naturaleza de las personas involucradas", incluida su descripción de él viendo la bomba como una "obra del diablo". Su carta a Kipphardt decía: "Es posible que te hayas olvidado de Guernica, Dachau, Coventry, Belsen, Varsovia, Dresde y Tokio. Yo no."  De su audiencia de seguridad, dijo: "Todo el maldito asunto fue una farsa, y esta gente está tratando de convertirlo en una tragedia".
En respuesta, Kipphardt se ofreció a hacer correcciones pero defendió la obra, que se estrenó en Broadway en junio de 1968, con Joseph Wiseman en el papel de Oppenheimer. El crítico de teatro del New York Times Clive Barnes lo calificó como una "obra enojada y una obra partidista" que se puso del lado de Oppenheimer pero retrató al científico como un "tonto trágico y genio".
La película biográfica de Christopher Nolan de 2023, Oppenheimer, narra en detalle tanto su audiencia de autorización de seguridad, como la audiencia de confirmación de Lewis Strauss.